# 스즈미야 하루히의 우울 (애니메이션)
《스즈미야 하루히의 우울》(涼宮ハルヒの憂鬱 스즈미야 하루히노 유우츠[*], The Melancholy of Haruhi Suzumiya)은 타니가와 나가루의 라이트노벨 《스즈미야 하루히 시리즈》를 원작으로 하는 일본의 TV 애니메이션이다. 일본에서는 2006년 4월부터 7월에 걸쳐 전 14화가 방영되었다. 감독은 이시하라 타츠야, 애니메이션 제작은 교토 애니메이션이 맡았다. 한국어 더빙판은 애니맥스 코리아에서 2008년 1월 11일부터 2월 22일까지 매주 금요일 주 2회 방영되었다.
2007년 7월 7일에 2기 제작이 발표되었다가 12월 18일에 2기 제작 취소를 선언하고 신(新) 애니메이션을 제작한다고 밝혔으나, 자세한 내막은 알 수 없으며, 발표 날짜가 각각 7월 7일과 12월 18일인 것으로 보았을 때 2기의 내용으로 알려졌던 원작 《소실》편의 사건을 본따 의미성을 위해 형식적으로 발표한 것으로 보는 견해도 있다. 결국 2009년 4월부터 새로운 에피소드가 기존 방영분 곳곳에 추가된 형태로 방영되었고, 극장판 애니메이션 《스즈미야 하루히의 소실》이 2010년 2월 6일 일본에서 개봉했다.
대한민국에서 DVD가 디지팩 한정판 사양의 박스셋으로 11월 24일 발매되었다. 2006년 방영한 전 14화를 8장의 디스크에 수록했다. 음성은 일본어만이 수록되어 있고 한글 자막이 들어 있다.

## 개요
타니가와 나가루 원작의 라이트노벨 《스즈미야 하루히 시리즈》를 2006년에 애니메이션화하였다. 동년 4월부터 7월까지, 독립 UHF 등에서 심야시간대에 방영되었다. 여자 고등학생 스즈미야 하루히가 "우주인이나 미래인, 초능력자를 찾아내서 같이 노는 것"을 목적으로 설립한 SOS단을 중심으로 평범한 학교생활 가운데 일어나는 비상식적인 사건을, 강제로 SOS단에 가입하게 된 평범한 남자 고등학생 쿈의 시점에서 그리고 있다.
UHF 애니메이션으로서는 매우 높은 퀄리티가 화제를 모아 2006년 상반기 화제작이 되었다. 이 애니메이션의 방영을 계기로 원작소설의 누계 발행부수가 130만부에서 450만부로 크게 상승했고, 캐릭터송의 판매실적도 높은 수준을 기록했다.
또한, 방영 전인 2006년 2월 3일부터 2006년 12월까지는 라디오 프로그램 《스즈미야 하루히의 우울 SOS단 라디오 지부》가 라디오 관서에서 방송되었다.

## 줄거리 및 각화구성
작품 내용은 원작 시리즈 제1권 《스즈미야 하루히의 우울》을 베이스로, 3권 《스즈미야 하루히의 무료》, 5권 《스즈미야 하루히의 폭주》, 6권 《스즈미야 하루히의 동요》의 일부 단편과, 원작자 타니가와 나가루가 애니메이션을 위해 새로이 쓴 오리지널 스토리인 "섬데이 인 더 레인(Someday in the Rain)"으로 구성되었다.
"섬데이 인 더 레인" 편은, 언제나 쿈의 1인칭 해설과 함께 진행되는 작품을 애니메이션이라는 특성을 이용해 "쿈이 없는 SOS단"을 보여주기 위하여 제작되었다.
TV 방영시에는 원작의 발행순서나 이야기상의 시간진행과는 다른 순서로 방영되었다. 때문에 차회 예고 때 하루히는 일이 일어난 순서대로의 화수를 말하고, 뒤에 이어 쿈은 TV방영순서를 따른 화수와 서브타이틀을 말하며 정정한다.
DVD에서는 가장 먼저 발매된 "아사히나 미쿠루의 모험 Episode 00"을 제외하고 모두 시간순서대로 수록되어있다. 차회예고도 그에 따라 나가토 유키의 중얼거림으로 변경되었다. TV 방영시의 차회예고는 DVD의 영상특전으로서 수록되어 있다.
- 2006년 TV 방송 순서

| 화수   | 제목                              |
| ------ | --------------------------------- |
| 제1화  | 아사히나 미쿠루의 모험 Episode 00 |
| 제2화  | 스즈미야 하루히의 우울 I          |
| 제3화  | 스즈미야 하루히의 우울 II         |
| 제4화  | 스즈미야 하루히의 무료            |
| 제5화  | 스즈미야 하루히의 우울 III        |
| 제6화  | 고도 증후군 (전편)                |
| 제7화  | Mystérique Sign                   |
| 제8화  | 고도 증후군 (후편)                |
| 제9화  | Someday in the Rain               |
| 제10화 | 스즈미야 하루히의 우울 IV         |
| 제11화 | 사수자리의 날                     |
| 제12화 | Live Alive                        |
| 제13화 | 스즈미야 하루히의 우울 V          |
| 제14화 | 스즈미야 하루히의 우울 VI         |

- 시계열 순서

| 계절    | 화수   | 제목                              | 원작          | DVD 수록 권 |
| ------- | ------ | --------------------------------- | ------------- | ----------- |
| 4 - 5월 | 제2화  | 스즈미야 하루히의 우울 I          | 1권 《우울》  | 1권         |
| 4 - 5월 | 제3화  | 스즈미야 하루히의 우울 II         | 1권 《우울》  | 1권         |
| 4 - 5월 | 제5화  | 스즈미야 하루히의 우울 III        | 1권 《우울》  | 2권         |
| 4 - 5월 | 제10화 | 스즈미야 하루히의 우울 IV         | 1권 《우울》  | 2권         |
| 4 - 5월 | 제13화 | 스즈미야 하루히의 우울 V          | 1권 《우울》  | 3권         |
| 4 - 5월 | 제14화 | 스즈미야 하루히의 우울 VI         | 1권 《우울》  | 3권         |
| 6월     | 제4화  | 스즈미야 하루히의 무료            | 3권 《무료》  | 4권         |
| 7월     | 제7화  | Mystérique Sign                   | 3권 《무료》  | 4권         |
| 7월     | 제6화  | 고도 증후군 (전편)                | 3권 《무료》  | 5권         |
| 7월     | 제8화  | 고도 증후군 (후편)                | 3권 《무료》  | 5권         |
| 11월    | 제1화  | 아사히나 미쿠루의 모험 Episode 00 | 6권 《동요》  | 0권         |
| 11월    | 제12화 | Live Alive                        | 6권 《동요》  | 6권         |
| 11월    | 제11화 | 사수자리의 날                     | 5권 《폭주》  | 6권         |
| 11월    | 제9화  | Someday in the Rain               | 애니 오리지널 | 7권         |

감독 이시하라 타츠야는 방송순서를 시간순서와 다르게 배정한 이유를, "원작의 충실한 이식"과 "원작 팬을 놀래주는 것" 두 가지를 양립시키기 위해서라고 한다. 원작에 충실할수록 원작을 읽지 않은 시청자에게는 좋은 배려이지만, 스토리를 이미 알고 있는 원작 팬들의 보는 재미가 떨어지는 것을 막을 수 없다. 반면, 원작 팬을 배려하여 애니메이션 자체적 요소를 늘린다면 원작의 분위기를 해칠 위험성이 생긴다. 원작을 충실히 따르면서 원작 팬에게도 신선함을 제공하고자 한 결과, 이와 같은 방송순서가 나왔다고 한다.
또한, 시간 배열이 달라졌다고는 하지만 장편(스즈미야 하루히의 우울I - VI) 사이에 단편이 끼어있는 것 뿐, 단편이 장편의 복선 기능을 하게끔 되었다고도 하고 있다. DVD에 시간순서대로 수록되어 있는 것은, 다시 한번 DVD를 통해 시간 배열대로 보게 하여 새로운 발견을 주게끔 하기 위해서라고 한다.
원작자는 "우울 VI"를 최종화로 하기로 정했는데 그러면 시간배열이 복잡해지기 때문에 그러느니 아예 설명없이 방영순서를 완전히 섞어버리자고 생각했다고도 한다. 시리즈 연출을 맡은 야마모토 유타카의 "초감독 하루히는 자기가 만든 영화를 제1화로 하지 않을까" 하는 생각도 그 이유 중 하나라고 한다.

### 2009년판
2006년판을 기초로 시간 순서대로 진행하면서 중간에 새로운 에피소드를 더하는 방식으로 방영되었다. 차회예고가 없고, 가도카와 쇼텐이 방송 전에 서브타이틀을 공표하지 않는 방침이어서 신작에 대한 기대와 함께 어떤 방송이 될지에 대한 궁금증을 불러일으켰다. 새로운 에피소드가 방영되면서부터는 다음화에 대한 여러 가지 추측이 난무했다.
2006년판 방영분은 DVD에 수록된 디렉터즈 컷 버전이었고, 오프닝 크레딧만 스태프 변경에 따라 일부 수정되었다.
2기가 방송될 당시 원작소설인 스즈미야 시리즈가 2년 넘게 신작(스즈미야 하루히의 경악)이 발표되지 않은 상태인지라 2기에 많은 관심과 기대가 모아졌다. 하지만 8화에 걸친 엔들리스 에이트의 방영분에서 원성을 많이 샀다.
엔들리스에이트의 줄거리가 반복되는 여름방학마지막 2주간의 이야기인지라 장장 8화에 걸친 비슷한(의상이라든가 배경, 대사이 화가거듭될 때마다 조금씩 달라져있다. 그래서 똑같다기보다는 비슷하다는 단어를 선택했다.) 시나리오는 팬들의 기대를 무참히 격추시키며 전체적인 내용이 루즈해졌다.
- TV 방송 순서 (굵은 글씨가 새로운 에피소드)

| 화수   | 서브타이틀                        |
| ------ | --------------------------------- |
| 제1화  | 스즈미야 하루히의 우울 I          |
| 제2화  | 스즈미야 하루히의 우울 II         |
| 제3화  | 스즈미야 하루히의 우울 III        |
| 제4화  | 스즈미야 하루히의 우울 IV         |
| 제5화  | 스즈미야 하루히의 우울 V          |
| 제6화  | 스즈미야 하루히의 우울 VI         |
| 제7화  | 스즈미야 하루히의 무료            |
| 제8화  | 조릿대잎 랩소디                   |
| 제9화  | Mystérique Sign                   |
| 제10화 | 고도증후군·전편                   |
| 제11화 | 고도증후군·후편                   |
| 제12화 | 엔들리스 에이트                   |
| 제13화 | 엔들리스 에이트                   |
| 제14화 | 엔들리스 에이트                   |
| 제15화 | 엔들리스 에이트                   |
| 제16화 | 엔들리스 에이트                   |
| 제17화 | 엔들리스 에이트                   |
| 제18화 | 엔들리스 에이트                   |
| 제19화 | 엔들리스 에이트                   |
| 제20화 | 스즈미야 하루히의 한숨 I          |
| 제21화 | 스즈미야 하루히의 한숨 II         |
| 제22화 | 스즈미야 하루히의 한숨 III        |
| 제23화 | 스즈미야 하루히의 한숨 IV         |
| 제24화 | 스즈미야 하루히의 한숨 V          |
| 제25화 | 아사히나 미쿠루의 모험 Episode 00 |
| 제26화 | Live Alive                        |
| 제27화 | 사수자리의 날                     |
| 제28화 | Someday in the rain               |

## 등장인물
쿈 (キョン)
성우 : 스기타 토모카즈
한국어판 성우 : 엄상현
이 작품의 주인공. 본명은 공개되지 않았으며, 작품의 화자이다. SOS단 단원. 평범한 인간.
스즈미야 하루히 (涼宮 ハルヒ)
성우 : 히라노 아야
한국어판 성우 : 박선영
이 작품의 여주인공. SOS단 단장. 쿈과 같은 반이다.
나가토 유키 (長門 有希)
성우 : 치하라 미노리
한국어판 성우 : 우정신
SOS단 단원 및 문예부장. 대유기생명체 콘택트용 휴머노이드 인터페이스.
아사히나 미쿠루 (朝比奈 みくる)
성우 : 고토 유코
한국어판 성우 : 윤미나
SOS단 부부단장이자 전(前) 서예부원. 미래인
코이즈미 이츠키 (古泉 一樹)
성우 : 오노 다이스케
한국어판 성우 : 전광주
SOS단 부단장. 수수께끼의 전학생. 초능력자.

## 특징

### 구성 및 작화
오프닝과 엔딩은 애니메이션화되지 않은 원작의 장면도 삽입되어 있다. 이에 따라 엔딩의 안무가 잘려나갔고, 완전판을 요구하는 시청자들의 목소리가 높아지자 추후 DVD 영상특전으로 수록되었다. 제12화 "라이브 얼라이브"에서의 밴드 연주 장면의 작화작업은 매우 섬세하게 진행되었다. 당시 연출을 담당한 야마모토 유타카는 그 방송분을 하나의 클라이맥스로 보고, "드럼을 정확하게 그리면 지금까지의 애니메이션을 뛰어넘을 수 있을 것이라 생각했다"고 말했다. 또한 하루히가 노래를 부를 때의 표정은, 노래 녹음시의 히라노 아야의 표정을 촬영하여 그것을 기반으로 그려졌다. 야마모토 유타카는 이것이 현실감을 추구하기 위해서가 아니라, "비일상"이 "일상" 속으로 들어오는 순간을 두드러지게 하기 위해 "일상" 부분을 섬세히 묘사한 결과라고 말했다.

### 패러디
《터치》(4화 방송분), 《풀 메탈 패닉!》(7화 방송분), 《역전재판》과 《명탐정 코난》(8화 방송분), 《기동전사 건담》 《은하영웅전설》 《우주전함 야마토》(11화 방송분), 《린다린다린다》(12화 방송분) 등, 다른 작품을 패러디한 장면 등이 빈번히 사용되었다.

### 원작소설과의 차이점
원작을 충실히 표현한 것이 특징이다. 기본적으로 대사를 일부 자르는 정도의 변경이었으며, 쿈의 독백을 중심으로 하는 스토리 전개법도 도입시켰다. 단 "고도증후군" 편은 합숙에 쿈의 여동생이 따라오는 등 대대적인 각색이 가해졌다. "라이브 얼라이브" 편 또한 애니메이션 방영을 의식하여 많은 각색이 들어갔다.

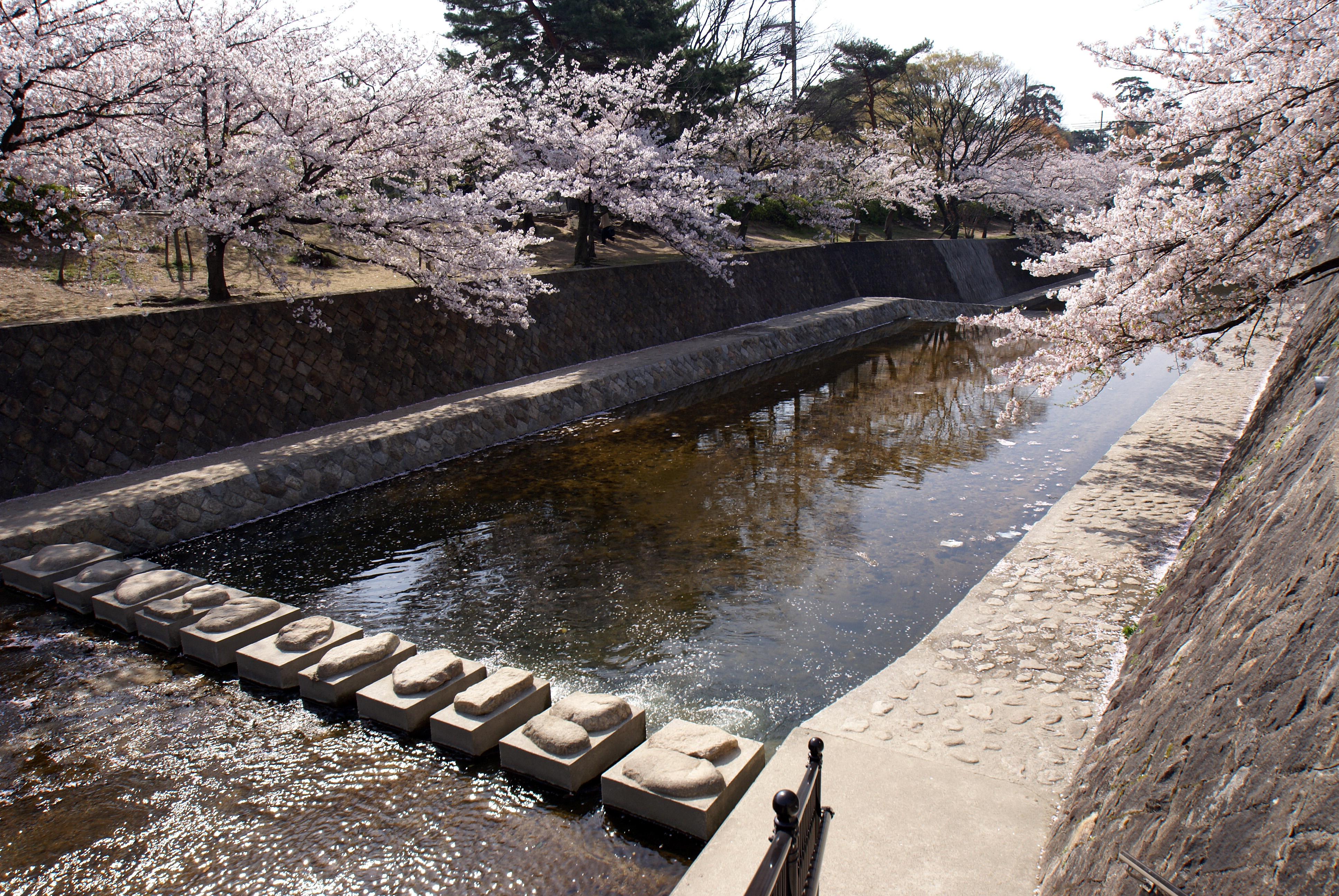
니시노미야시의 공원

### 무대의 모델
원작에서는 따로 언급된 바가 없지만 애니메이션에서는 효고 현을 무대로 하고 있다. 극중 배경은 실제 풍경이 그대로 재현되었으며, 주인공들이 다니는 현립 학교(北高)의 모델은 원작자 타니가와 나가루의 모교인 효고 현립 니시노미야 키타 고등학교(兵庫県立西宮北高等学校)이며, 이야기 무대는 효고현 니시노미야시와 아마가사키시 등이다. 이것에 맞추어 2화 방영분의 자리바꾸기에 사용한 제비 넣는 깡통도 관서지방에서는 익숙하지 않은 하토사브레(과자의 일종) 통에서 고베 후게쓰도의 과자통으로 변경되었다.

### 공식 사이트
SOS단 공식 사이트는 원작과 애니메이션 공통적으로, 극중 쿈이 단장인 스즈미야 하루히의 명령에 따라 만든 것이다. 공식 사이트는 이 설정을 그대로 반영하여 극중 사이트를 본떠 초보가 대충 만든 것과 같이 되어있다. 방송내용과 원작 사건을 연동하여 사이트를 갱신하고 도처에 숨겨진 컨텐츠가 존재하는 등 여러 흥미본위의 요소를 포함했다. 방송종료 후도 가끔씩 "Not Found"가 되는 등의 경향이 보인다. 애니메이션 공식 사이트의 기능은 특설 사이트가 하고 있다.

## 스태프
- 원작, 구성 협력 : 타니가와 나가루
- 원작 일러스트, 캐릭터 원안 : 이토 노이지
- 감독 : 이시하라 타츠야
- 시리즈 연출 : 야마모토 유타카
- 캐릭터 디자인, 총 작화감독 : 이케다 쇼코
- 메카닉 디자인 : 에비카와 카네타케 (제11화〈사수좌의 날〉참여)
- 미술 감독 : 타무라 세이키
- 색채 설계 : 이시다 나오미
- 촬영 감독 : 타나카 요시코
- 음향 감독 : 츠루오카 요우타
- 음악 : 코우사키 사토루
- 제작 : SOS단 / 교토 애니메이션

2009년 스태프
- 단장: 스즈미야 하루히
- 단장대리: 이시하라 타츠야
- 단장보좌: 타케모토 야스히로
- 원작, 구성협력: 타니가와 나가루
- 원작디자인: 이토 노이지
- 캐릭터디자인: 이케다 아키코
- 제작총감독: 니시야 히로시
- 미술감독: 타무라 세이키
- 시리즈구성: 스즈미야 하루히와 역시 유쾌한 동료들
- 제작: SOS단 / 교토 애니메이션

## 음악
전부 란티스에서 발매되었다(판매는 다른 CD와 마찬가지로 킹레코드에서 위탁받았다 또한, 2009년도 발매분부터 신회사인 반다이 비주얼로 판매위탁처가 바뀌었다). 화수는 따로 명기하지 않는 한, 2006년판 본방송 화수이다.

### 오프닝 테마
- 《사랑의 미쿠루 전설》 (恋のミクル伝説) (제1화 삽입곡)
  - 작사 - 스즈미야 하루히 (야마모토 유타카), 작사/작곡 - 스즈미야 하루히 (고사키 사토루)
  - 노래 - 아사히나 미쿠루 (고토 유코)
- 《모험이지, 그렇지?》(冒険でしょでしょ?) (제2화 ~ 제13화, 제 25화 ~ 제 28화)
  - 작사 - 하타 아키, 작곡 - 도미타 아키코, 편곡 - 후지타 준페이
  - 노래 - 히라노 아야
- 《Super Driver》(2009년판 제12화 ~ 제 24화)
  - 작사 - 하타 아키, 작곡/편곡 - 고사키 사토루
  - 노래 - 히라노 아야

※〈스즈미야 하루히의 우울 IV〉〈스즈미야 하루히의 우울 VI〉〈조릿대잎 랩소디〉는 오프닝 테마가 생략되어 방영되었다.

### 엔딩 테마
- 《맑음맑음 유쾌》 (ハレ晴レユカイ) (제1화 ~ 제5화, 제 6화 ~ 제 7화, 제 9화 ~ 11화, 제 25화 ~ 제 28화)(2009년판 기준)
  - 작사 - 하타 아키, 작곡 - 다시로 도모카즈, 편곡 - 안도 다카히로
  - 노래 - 히라노 아야, 치하라 미노리, 고토 유코

- 《모험이지, 그렇지?》 (제6화)(2009년판 기준)

이상의 작품은 프로듀스 (표기상 Super Producer)는 스즈미야 하루히가 담당하고 있다는 설정이다.
- 《멈춰라!》 (止マレ!) (제 8화, 제 12화 ~ 제 24화)(2009년판 기준)
  - 작사 - 하타 아키, 작곡 - 다시로 도모카즈, 편곡 - 안도 다카히로
  - 노래 - 히라노 아야, 치하라 미노리, 고토 유코

《멈춰라!》는 제18화와 22화 방송분에서 점멸씬 색의 명도가 다르다. (제22화에서 미쿠루가 빨간색에서 노란색으로, 쿈·코이즈미도 각각 색이 연해졌다. 한편 청각적으로는 나가토 유키와 하루히는 노이즈가 심해졌다.)
※〈엔들리스 에이트(8번째)〉〈스즈미야 하루히의 한숨 V〉는 엔딩 테마가 생략되어 방영되었다.

### 삽입곡
- 《God knows...》
- 《Lost my music》
  - 작사 - 하타 아키, 작곡/편곡 고사키 사토루, 노래 - 스즈미야 하루히 (히라노 아야)

두 곡 모두 시간순 방송 제12화에 방영되었고, 〈스즈미야 하루히의 혼합〉에 수록되어 있다.

## 방송국
| 방송 지역  | 방송국        | 방송 기간                | 방송 일시            | 계열           |
| ---------- | ------------- | ------------------------ | -------------------- | -------------- |
| 지바현     | 지바 TV       | 2006년 4월 2일 - 7월 2일 | 일요일 24:00 - 24:30 | 독립UHF국      |
| 사이타마현 | TV 사이타마   | 2006년 4월 2일 - 7월 2일 | 일요일 25:30 - 26:00 | 독립UHF국      |
| 가나가와현 | TV 가나가와   | 2006년 4월 3일 - 7월 3일 | 월요일 25:15 - 25:45 | 독립UHF국      |
| 교토부     | KBS 교토      | 2006년 4월 3일 - 7월 3일 | 월요일 25:30 - 26:00 | 독립UHF국      |
| 홋카이도   | TV 홋카이도   | 2006년 4월 3일 - 7월 3일 | 월요일 26:00 - 26:30 | TV 도쿄 계열   |
| 효고현     | 선 TV         | 2006년 4월 4일 - 7월 4일 | 화요일 24:00 - 24:30 | 독립UHF국      |
| 미야기현   | 도호쿠 방송   | 2006년 4월 4일 - 7월 4일 | 화요일 26:00 - 26:30 | TBS 계열       |
| 도쿄도     | TOKYO MX      | 2006년 4월 5일 - 7월 5일 | 수요일 25:30 - 26:00 | 독립UHF국      |
| 아이치현   | TV 아이치     | 2006년 4월 5일 - 7월 5일 | 수요일 26:28 - 26:58 | TV 도쿄 계열   |
| 히로시마현 | 히로시마 홈TV | 2006년 4월 8일 - 7월 8일 | 토요일 26:05 - 26:35 | TV 아사히 계열 |
| 후쿠오카현 | TVQ규슈 방송  | 2006년 4월 8일 - 7월 8일 | 토요일 26:40 - 27:10 | TV 도쿄 계열   |

## 이벤트

### 스즈미야 하루히의 격주
2007년 3월 18일에, 오오미야 소닉시티에서 〈스즈미야 하루히의 격주〉(涼宮ハルヒの激奏)라는 이름의 라이브 이벤트가 개최되었다. 1부는 이벤트, 2부는 라이브로 구성되었으며, 성우진 대부분이 출연했다. 라이브는 《사랑의 미쿠루 전설》부터 시작하여, 성우진이 각자의 노래(캐릭터송)를 불렀다. 이것을 촬영한 DVD(2장 구성)가 2007년 7월 27일 발매되었다. 사회는 시라이시 미노루, 보조는 마츠모토 메구미. 히라노 아야, 고토 유코, 치하라 미노리, 스기타 토모카즈, 오노 다이스케, 마츠오카 유키, 쿠와타니 나츠코, 아오키 사야카, 시라토리 유리가 출연했으며, 게스트로 이시하라 타츠야와 이케다 쇼코가 등장했다.

### 스즈미야 하루히의 현주
2009년 4월 29일 도쿄 후생연금 회관에서 〈스즈미야 하루히의 현주〉(涼宮ハルヒの弦奏)라는 이름으로 도쿄 필하모니에서 담당하여 〈스즈미야 하루히의 우울〉 애니 음악 및 삽입곡들이 클래식으로 연주가 되었다. 공연의 정식발매 앨범이 6월 25일 발매되었고 총 1장으로 구성되어있다. 총 연주시간은 약 78분.